# Carole Vergnaud
Pour les articles homonymes, voir Vergnaud.
Carole Vergnaud, née le 27 novembre 1963, est une pilote automobile française de rallye (asphalte, neige, et terre), et sur circuit.

## Biographie
Sa carrière en compétition automobile s'étale de 1984 à 1989, exclusivement au volant de voitures Citroën.
Hormis ses courses en rallyes (sur toutes surfaces), elle a également participé au Championnat de France de Supertourisme en 1988, sur Citroën AX Sport Turbo aux côtés de Jean-Pierre Beltoise et de Jean-Pierre Jarier sur le même modèle.
Elle a aussi été copilote, notamment de Olivier Hugla au Rallye Hanki en 1985, sur Mitsubishi Lancer Evo.

## Palmarès
- Championne de France des rallyes terre: 1986;
- Victoire a rallye des Milles pistes; 1986

### Victoires
- Trophée féminin Visa (Troféminin) de Paris: 1984;
- Coupe des Dames au Rallye Monte-Carlo: 1987 (copilote Marie-Claude Jouan, sur Citroën Visa 1000 Pistes);
- Vainqueur du Groupe B au Rallye de Suède: 1987  (copilote Mari-Claude Jouan, sur Citroën Visa 1000 Pistes) (2e femme au classement général, juste derrière Susanne Kottulinsky en Groupe N (fille de Freddy));
- Coupe des Dames au RAC Rally: 1988 (copilote Dilys Rogers, sur Citroën AX Sport).